# 江幡平三郎
江幡 平三郎（えばた へいざぶろう、1968年2月7日 - ）は、IBC岩手放送の元アナウンサー。2024年4月からは報道部担当部長として活動。

## 来歴・人物
富山県氷見市出身。富山県立高岡高等学校、東北大学理学部地学科卒業後、1991年にIBC入社（同期は斎藤さゆり、玉井明子、播磨谷美貴子）。『おばんDEナイト』『どんパラ』『まい土！平徳商店』などの生放送番組の司会を多く担当し、「平ちゃん」と呼ばれ親しみやすいキャラクターで岩手県内の有名アナウンサーとなった。第30回（2004年度）アノンシスト賞 テレビ読み・ナレーション部門優秀賞。
2005年8月にテレビ編成局制作部ディレクターとなった後も『じゃじゃじゃTV』などには不定期で出演していたが、2007年2月にはテレビ営業局に異動となり、2009年8月からは釜石市にあるテレビ営業局東部支社の支社長を務めた。東部支社長となった後も県内の各種イベントの司会や朗読劇の読み手を務めるなど幅広く活動し、2016年4月からは11年ぶりにアナウンサーとして復帰した。

## 現在の出演番組
2024年1月現在

### テレビ
- わが町バンザイ 2017年5月 -
- 岩手日報IBCニュース

### ラジオ
- ワイドステーション（火曜）

## 過去の出演番組

### テレビ
- おはようクジラ
- おばんDEナイト（1996年4月 - 1997年3月）
- どんぴしゃ8時！パラポラザウルス（1997年4月 - 1997年12月）
- どんパラ（1998年1月 - 1999年3月）
- まい土！平徳商店（1999年4月 - 2003年3月）
- じゃじゃじゃTV
- じゃじゃじゃFriday
- IBCニュースエコー  月曜～水曜担当

等

### ラジオ
- 爆発ワイドラジオ新鮮組
- ラジオザウルス
- ぽっぷん王国ミュージックスタジアム
- IBC TOP40
- 夏の高校野球岩手大会実況中継
- ウィークエンドパルコスモパルタン
- ラジオさんさんまる
- ワイドステーション (金曜日担当)